# Henrik Holm
Henrik Holm (Täby, 22 agosto 1968) è un ex tennista svedese.

## Carriera
Ottenne il suo best ranking in singolare il 5 luglio 1993 con la 17º posizione mentre nel doppio divenne il 16 maggio 1994, il 10º del ranking ATP.
In carriera, in singolare ha vinto sei tornei Challenger ed ha raggiunto la finale di due tornei dell'ATP International Series Gold nel 1992: il Legg Mason Tennis Classic e Tokyo Indoor dove venne sconfitto rispettivamente dal ceco Petr Korda e dallo statunitense Ivan Lendl.
Maggiori sono i successi ottenuti nel doppio; in questa specialità è riuscito ad ottenere la vittoria finale in cinque tornei del circuito ATP, quattro dei quali in coppia con il connazionale Anders Järryd. Ha raggiunto inoltre la finale di due tornei Master Series: il Cincinnati Open e l'ATP German Open.
Ha fatto parte della squadra svedese di Coppa Davis dal 1993 al 1994 con un bilancio finale di due vittorie e quattro sconfitte.

## Statistiche

### Singolare

#### Vittorie (0)
| Legenda tornei minori |
| Challenger (6)        |
| Futures (0)           |

| Numero | Data             | Torneo                                         | Superficie    | Avversario in finale | Punteggio     |
| 1.     | 10 luglio 1989   | Dublin Challenger, Dublino                     | Sintetico     | Cristiano Caratti    | 6-0, 4-6, 6-3 |
| 2.     | 23 luglio 1990   | Comerica Bank Challenger, Aptos                | Cemento       | Brian Garrow         | 1-6, 6-3, 7-6 |
| 3.     | 17 agosto 1992   | Istanbul Challenger, Istanbul                  | Cemento       | Stéphane Simian      | 7-6, 6-2      |
| 4.     | 7 settembre 1992 | Azores Challenger, Azzorre                     | Cemento       | Kenneth Carlsen      | 6-4, 6-3      |
| 5.     | 5 giugno 1995    | Annenheim Challenger, Treffen am Ossiacher See | Erba          | Martin Damm          | 6-2, 6-3      |
| 6.     | 20 gennaio 1997  | Heilbronn Open, Heilbronn                      | Sintetico (i) | Hendrik Dreekmann    | 6-3, 2-6, 6-0 |

#### Sconfitte in finale (2)
| Legenda                                                     |
| Grande Slam (0)                                             |
| Tennis Masters Cup / Grand Slam Cup (0)                     |
| ATP Super 9 / ATP Masters Series (0)                        |
| ATP Championship Series / ATP International Series Gold (2) |
| ATP World Series / ATP International Series (0)             |

| Numero | Data            | Torneo                                | Superficie    | Avversario in finale | Punteggio   |
| 1.     | 13 luglio 1992  | Legg Mason Tennis Classic, Washington | Cemento       | Petr Korda           | 4-6, 4-6    |
| 2.     | 12 ottobre 1992 | Tokyo Indoor, Tokyo                   | Sintetico (i) | Ivan Lendl           | 6(7)–7, 4-6 |

### Doppio

#### Vittorie (5)
| Legenda                                                      |
| Grande Slam (0)                                              |
| ATP Tour World Championships / Tennis Masters Cup (0)        |
| ATP Super 9 / Tennis Masters Series (0)                      |
| ATP Championships Series / ATP International Series Gold (1) |
| ATP World Series / ATP International Series (4)              |

| Numero | Data             | Torneo                                      | Superficie    | Compagno      | Avversari in finale              | Punteggio     |
| 1.     | 22 febbraio 1993 | ABN AMRO World Tennis Tournament, Rotterdam | Sintetico (i) | Anders Järryd | David Adams Andrej Ol'chovskij   | 6-4, 7-6      |
| 2.     | 26 aprile 1993   | BMW Open, Monaco di Baviera                 | Terra rossa   | Martin Damm   | Karel Nováček Carl-Uwe Steeb     | 6-0, 3-6, 7-5 |
| 3.     | 5 luglio 1993    | Swedish Open, Båstad                        | Terra rossa   | Anders Järryd | Brian Devening Tomas Nydahl      | 6-1, 3-6, 6-3 |
| 4.     | 7 marzo 1994     | ATP Saragozza, Saragozza                    | Sintetico (i) | Anders Järryd | Martin Damm Karel Nováček        | 7-5, 6-2      |
| 5.     | 4 aprile 1994    | Japan Open Tennis Championships, Tokyo      | Cemento       | Anders Järryd | Sébastien Lareau Patrick McEnroe | 6-4, 6-2      |

| Legenda tornei minori |
| Challenger (8)        |
| Futures (0)           |

| Numero | Data             | Torneo                              | Superficie      | Compagno       | Avversari in finale               | Punteggio     |
| 1.     | 7 settembre 1987 | Thessaloniki Challenger, Salonicco  | Cemento         | Per Henricsson | Pieter Aldrich Morten Christensen | 7-6, 3-6, 6-3 |
| 2.     | 26 marzo 1990    | Jerusalem Challenger, Gerusalemme   | Cemento         | Peter Nyborg   | Cristian Brandi Cristiano Caratti | 6-1, 2-6, 6-3 |
| 3.     | 20 agosto 1990   | IPP Trophy, Ginevra                 | Terra rossa     | Nils Holm      | Branislav Stankovič Richard Vogel | 3-6, 7-5, 7-6 |
| 4.     | 11 febbraio 1991 | Aberto de São Paulo, San Paolo      | Terra rossa (i) | Nils Holm      | John Letts Tom Mercer             | 5-7, 6-4, 6-4 |
| 5.     | 2 settembre 1991 | Istanbul Challenger, Istanbul       | Cemento         | Nils Holm      | Gianluca Pozzi Olli Rahnasto      | 5-7, 7-5, 6-4 |
| 6.     | 7 settembre 1992 | Azores Challenger, Azzorre          | Cemento         | Nicklas Utgren | Donnie Isaak Peter Nyborg         | 7-6, 7-6      |
| 7.     | 11 aprile 1994   | Monte Carlo Challenger, Monte Carlo | Terra rossa     | Magnus Larsson | Cristian Brandi Federico Mordegan | 7-6, 6-2      |
| 8.     | 27 gennaio 1997  | Lippstadt Challenger, Lippstadt     | Sintetico (i)   | Nils Holm      | Fredrik Bergh Rikard Bergh        | 7-6, 7-6      |

#### Sconfitte in finale (4)
| Numero | Data              | Torneo                          | Superficie  | Compagno          | Avversari in finale           | Punteggio     |
| 1.     | 4 gennaio 1993    | Kuala Lumpur Open, Kuala Lumpur | Cemento     | Bent-Ove Pedersen | Jacco Eltingh Paul Haarhuis   | 5-7, 3-6      |
| 2.     | 9 agosto 1993     | Cincinnati Open, Cincinnati     | Cemento     | Stefan Edberg     | Andre Agassi Petr Korda       | 4-6, 6-7      |
| 3.     | 2 maggio 1994     | ATP German Open, Amburgo        | Terra rossa | Anders Järryd     | Scott Melville Piet Norval    | 2-6, 6-3, 3-6 |
| 4.     | 11 settembre 1995 | ATP Bordeaux, Bordeaux          | Cemento     | Danny Sapsford    | Saša Hiršzon Goran Ivanišević | 3-6, 4-6      |